# Kalkspur

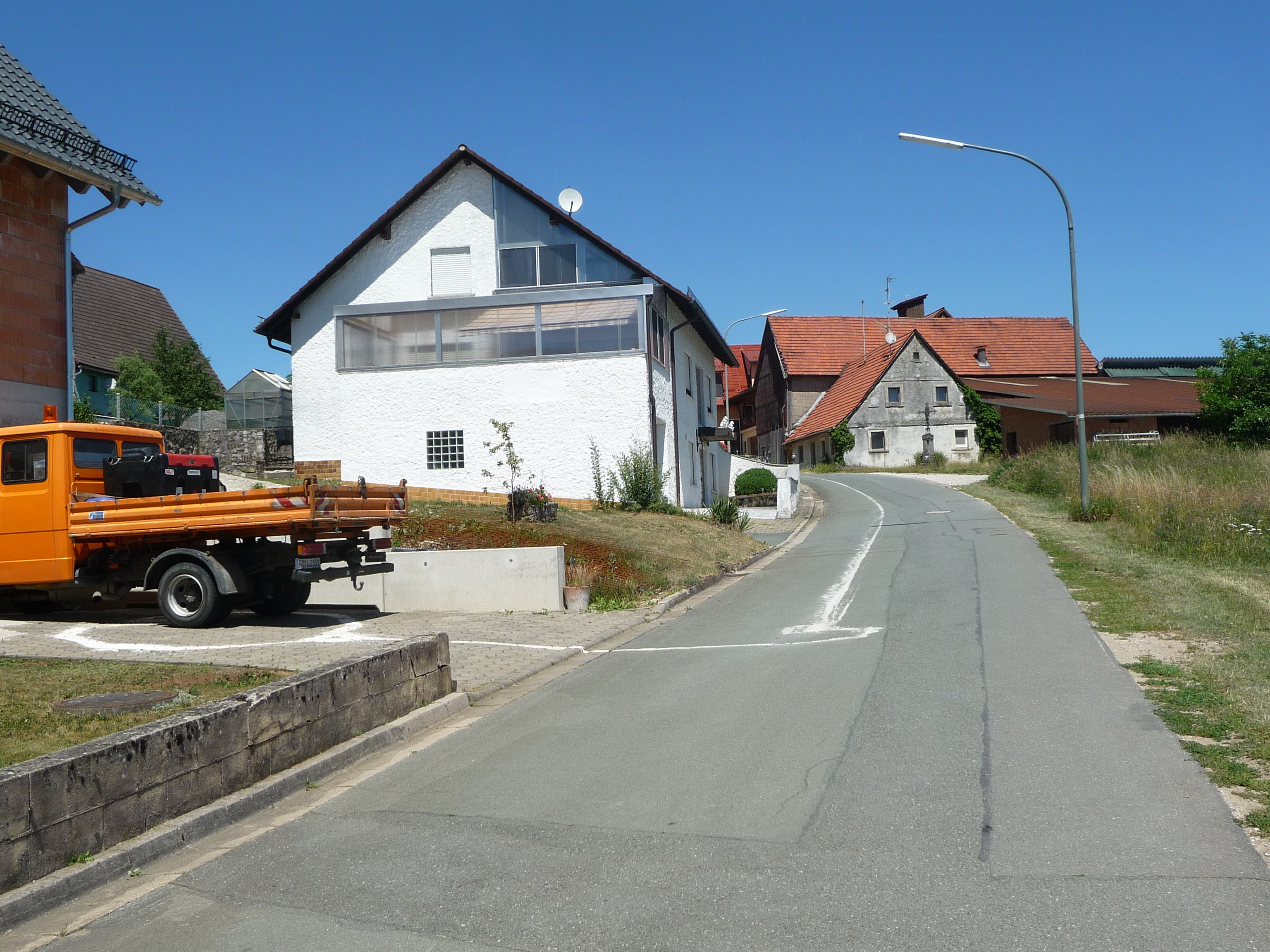
Moderne Form des Häckselstreuens mit gelöschtem Kalk

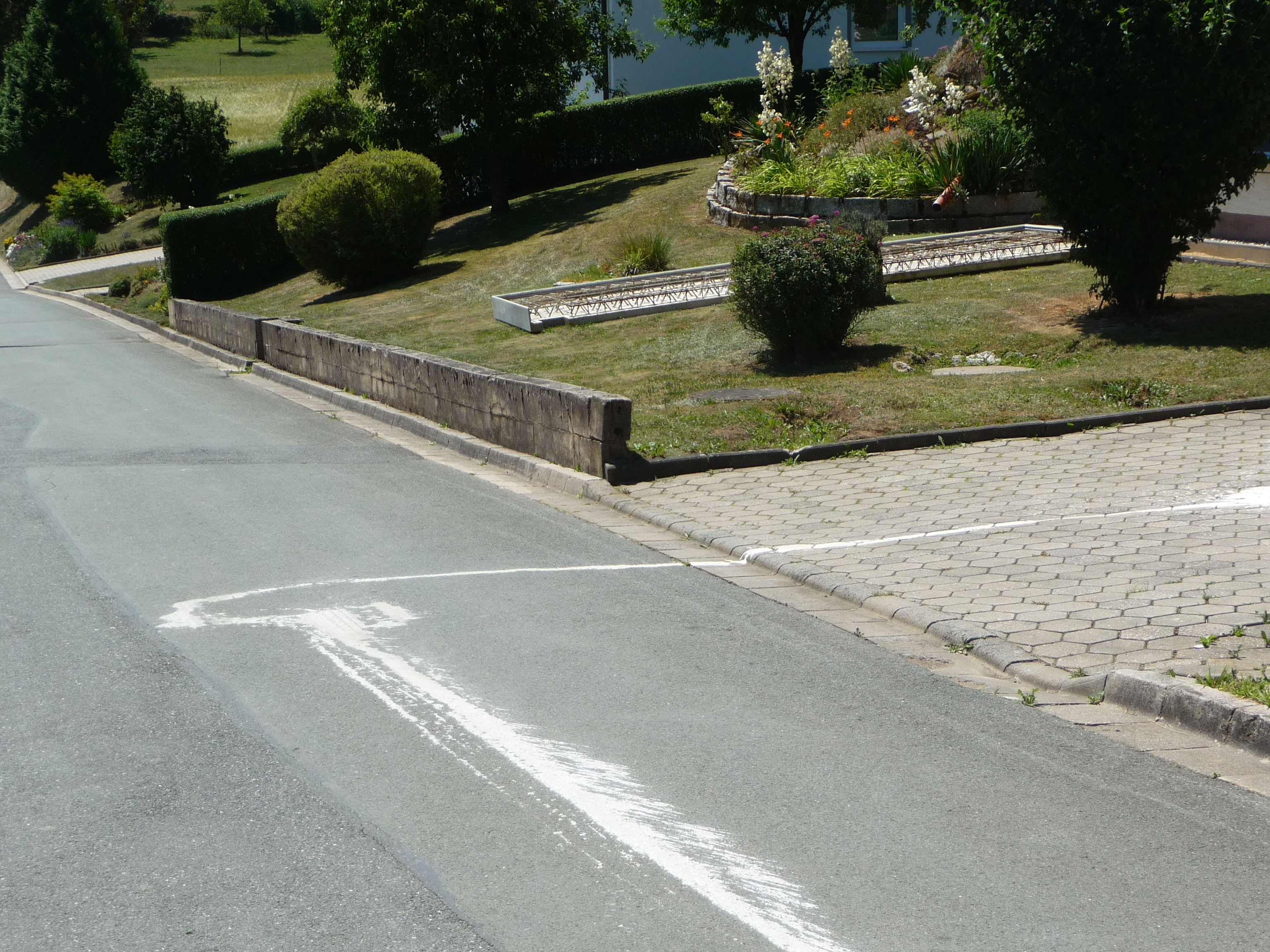
Ausgangspunkt der Kalkspur

Das Ziehen einer Kalkspur, auch Maistrich, ist in weiten Teilen Deutschlands und Österreichs eine alte Tradition, um zwei liebende oder sich noch nicht liebende Personen zueinander zu führen oder um der Öffentlichkeit einen Wink auf das geheime Liebesleben der Beteiligten zu geben. Der Maistrich gehört zum Brauchtum im Mai, wohingegen die Kalkspur das ganze Jahr über gezogen werden kann.
Wurde früher oft gehäckseltes Stroh oder Sägemehl zum Ziehen der Spur verwendet, so hat sich in der neueren Zeit Kalk zum Mittel der Wahl entwickelt.
An den jeweiligen Enden der Kalkspur wird mit der Gießkanne ein Herz mit den Initialen der beiden gezeichnet. In manchen Dörfern ist es Brauch, dass die Kalkspur über den Marktplatz oder einen anderen zentralen Punkt der Ortschaft führt.

## Maistrich
Am Abend des 30. Aprils werden in weiten Teilen Mittel- und Nordeuropas Maibäume feierlich aufgestellt und bewacht.
Begleitet wird dieses Fest mancherorts auch mit dem Ziehen eines Maistrichs. Hierbei sind zusätzlich zum oben genannten noch zwei Liebesgedichte vorzubereiten, die auf der Straße vor den beiden Liebenden aufgetragen werden.

## Hochzeitsbräuche
Auch im Zusammenhang mit einer Hochzeit gibt es den Brauch, Spuren zu legen. So werden unmittelbar vor den Vermählungsfeiern manchmal so genannte „Häckselpättken“ aus gehäckseltem Holz oder aus Sägespänen ausgestreut, die zu den Verschmähten eines Brautpaares führen. Eine abwertende Sitte war hingegen das früher verbreitete Häckselstreuen.